# Campo de Villavidel
Campo de Villavidel ist ein Ort und eine nordspanische Gemeinde mit 205 Einwohnern (Stand: 2024) in der Provinz León und der Region Kastilien-León. Neben dem Hauptort Campo de Villavidel gehört die Ortschaft Villavidel zur Gemeinde.

## Lage und Klima
Campo de Villavidel liegt etwa 16 Kilometer südsüdöstlich von León im Nordwesten der Iberischen Meseta in einer Höhe von ca. 770 m. 
Das Klima im Winter ist rau, im Sommer dagegen trocken und warm; der Regen (559 mm/Jahr) fällt überwiegend im Winterhalbjahr.

## Bevölkerungsentwicklung
| Jahr      | 1970 | 1981 | 1991 | 2001 | 2011 | 2021 |
| Einwohner | 695  | 559  | 413  | 313  | 215  | 210  |

Aufgrund der durch die Mechanisierung der Landwirtschaft und der Aufgabe von bäuerlichen Kleinbetrieben ausgelösten Landflucht ist die Bevölkerung des Dorfes seit der Mitte des 19. Jahrhunderts kontinuierlich gewachsen.

## Sehenswürdigkeiten

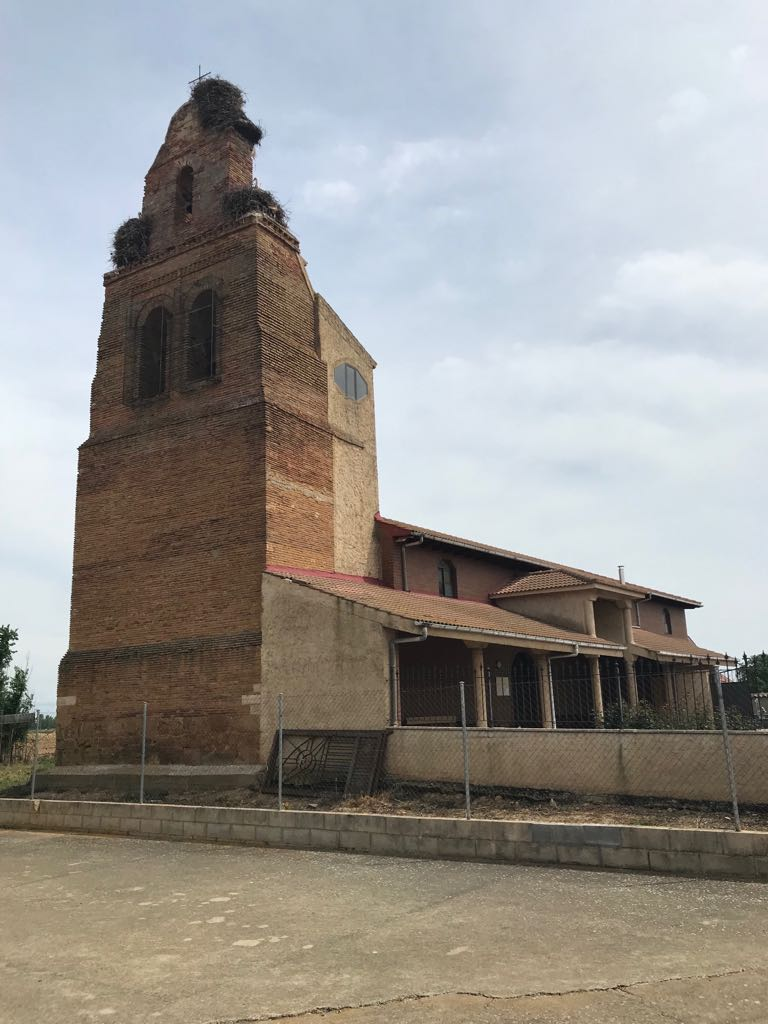
Kirche
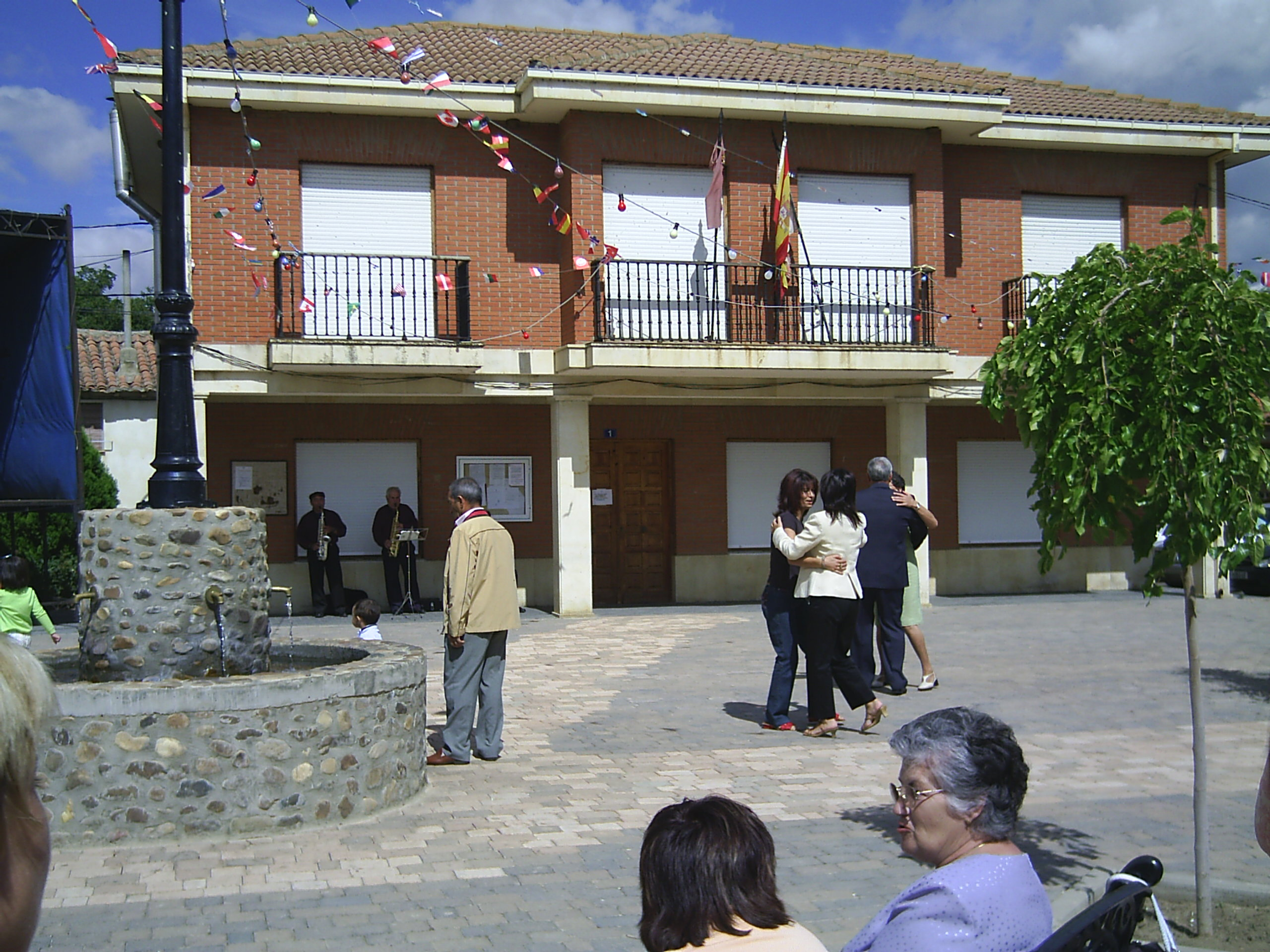
Rathaus

- Kirche
- Rathaus